# Erinome (astronomia)
Erinome, o Giove XXV, è un satellite naturale del pianeta Giove.
Di dimensioni modeste, orbita attorno al pianeta madre in direzione retrograda ed appartiene al novero dei satelliti gioviani irregolari.

## Scoperta
È stato scoperto nel 2000 da una squadra di astronomi dell'Università delle Hawaii guidata da Scott S. Sheppard. Al momento della scoperta ha ricevuto la designazione provvisoria S/2000 J 4.

## Denominazione
Nell'ottobre 2002, l'Unione Astronomica Internazionale (IAU) gli ha assegnato la denominazione ufficiale in riferimento a Erinome, un'amante di Giove secondo la mitologia romana.

## Parametri orbitali
In base ai suoi parametri orbitali, Erinome è considerato appartenere al gruppo di Carme, costituito dai satelliti naturali di Giove irregolari caratterizzati da un moto retrogrado attorno al pianeta, da semiassi maggiori compresi fra 23 e 24 milioni di km e da inclinazioni orbitali prossime ai 165° rispetto all'eclittica.
Il satellite è caratterizzato da un moto retrogrado; ha un diametro di circa 3 km e orbita attorno a Giove in 682,8 giorni, a una distanza media di 22,986 milioni di km, con un'inclinazione di 164° rispetto all'eclittica (162° rispetto al piano equatoriale del pianeta) e un'eccentricità orbitale di 0,2552.